# 알레시오 로마뇰리
알레시오 로마뇰리(이탈리아어: Alessio Romagnoli, 1995년 1월 12일 ~ )는 현재 세리에 A의 클럽 라치오에서 뛰는 이탈리아의 축구선수이다.